# Огден (Айова)
Огден (англ. Ogden) — місто (англ. city) в США, в окрузі Бун штату Айова. Населення — 2007 осіб (2020).

## Географія
Огден розташований за координатами 42°2′22″ пн. ш. 94°1′42″ зх. д. / 42.03944° пн. ш. 94.02833° зх. д. (42.039423, -94.028438).  За даними Бюро перепису населення США в 2010 році місто мало площу 3,56 км², уся площа — суходіл.

## Демографія
Згідно з переписом 2010 року, у місті мешкали 2044 особи в 829 домогосподарствах у складі 580 родин. Густота населення становила 575 осіб/км².  Було 904 помешкання (254/км²).
Расовий склад населення:
| - 98,9 % — білих - 0,3 % — корінних американців |

До двох чи більше рас належало 0,6 %. Частка іспаномовних становила 1,1 % від усіх жителів.
За віковим діапазоном населення розподілялося таким чином: 24,8 % — особи молодші 18 років, 56,4 % — особи у віці 18—64 років, 18,8 % — особи у віці 65 років та старші. Медіана віку мешканця становила 41,6 року. На 100 осіб жіночої статі у місті припадало 96,5 чоловіків;  на 100 жінок у віці від 18 років та старших — 92,4 чоловіків також старших 18 років.
Середній дохід на одне домашнє господарство  становив 58 525 доларів США (медіана — 50 313), а середній дохід на одну сім'ю — 69 878 доларів (медіана — 69 489). Медіана доходів становила 43 542 долари для чоловіків та 34 350 доларів для жінок. За межею бідності перебувало 8,3 % осіб, у тому числі 11,6 % дітей у віці до 18 років та 5,9 % осіб у віці 65 років та старших.
Цивільне працевлаштоване населення становило 1083 особи. Основні галузі зайнятості: освіта, охорона здоров'я та соціальна допомога — 29,2 %, виробництво — 12,6 %, мистецтво, розваги та відпочинок — 11,8 %.